# Kołaki (gromada)
Kołaki – dawna gromada, czyli najmniejsza jednostka podziału terytorialnego Polskiej Rzeczypospolitej Ludowej w latach 1954–1972.
Gromady, z gromadzkimi radami narodowymi (GRN) jako organami władzy najniższego stopnia na wsi, funkcjonowały od reformy reorganizującej administrację wiejską przeprowadzonej jesienią 1954 do momentu ich zniesienia z dniem 1 stycznia 1973, tym samym wypierając organizację gminną w latach 1954–1972.
Gromadę Kołaki z siedzibą GRN w Kołakach utworzono – jako jedną z 8759 gromad na obszarze Polski – w powiecie makowskim w woj. warszawskim, na mocy uchwały nr VI/10/6/54 WRN w Warszawie z dnia 5 października 1954. W skład jednostki weszły obszary dotychczasowych gromad Kołaki, Modzele, Sadykierz, Strzemieczne-Hieronimy(), Strzemieczne-Oleksy, Strzemieczne-Wisony, Żebry-Perosy, Żerań Mały i Żerań Wielki ze zniesionej gminy Sieluń w tymże powiecie. Dla gromady ustalono 10 członków gromadzkiej rady narodowej.
1 stycznia 1958 gromadę włączono do powiatu ostrołęckiego w tymże województwie.
31 grudnia 1959 do gromady Kołaki przyłączono wieś Dobrołęka z gromady Olszewo-Borki w tymże powiecie.
31 grudnia 1961 z gromady Kołaki wyłączono wsie Kołaki, Modzele, Sadykierz Szlachecki, Sadykierz Włościański, Strzemieczne-Hieronimy, Strzemieczne-Oleksy i Strzemieczne-Wiosny, włączając je do gromady Młynarze w powiecie makowskim w tymże województwie, po czym gromadę Kołaki zniesiono, włączając jej (pozostały) obszar do gromady Olszewo-Borki w powiecie ostrołęckim (Dobrołęka, Żebry-Perosy, Żerań Mały i Żerań Wielki).